# Кантии
Кантиите (gens Cantia) са плебейска фамилия от Древен Рим.
Известни от фамилията:
- Марк Кантий, народен трибун 293 пр.н.е. по времето на консула Луций Постумий Мегел.[1]